# Аніщенко Олена Валеріївна
Оле́на Вале́ріївна Ані́щенко (нар. 2 листопада 1972 року, Біла Церква) — педагог, доктор педагогічних наук (2010), професор (2016).

## Біографічні дані
Народилась 2 листопада 1972 року в Білій Церкві.
У 1995 році закінчила Ніжинський педагогічний інститут. Працювала вчителем.
З 2000 року працювала у Ніжинському педагогічному університеті. З 2005 року — в Інституті педагогічної освіти і освіти дорослих НАПНУ: з 2015 — завідувач відділу андрагогіки.

## Наукова робота
Ініціювала створення на базі закладів вищої і післядипломної освіти центрів андрагогічної майстерності викладачів. Наукові праці присвячені теоретично-методологічним та методичним проблемам професіоналізації освіти дорослих, питанням загальної педагогіки та історії педагогіки, гендерним дослідженням у галузі освіти. Запропонувала концепцію розвитку неформальної освіти в Україні.
Авторка понад 300 наукових і навчальнометодичних праць. Член редакційних колегій — електронного наукового фахового журналу «Імідж сучасного педагога», збірника наукових праць «Вісник Львівського державного університету безпеки життєдіяльності».

### Основні праці
За ЕСУ:
- Професійна освіта і самореалізація жінок в Україні: історія та сучасність. — Ніжин, 2003;
- Проблема наукової організації праці в історії розвитку педагогічної науки і практики в Україні (кінець ХІХ — ХХ століття). — Ніжин, 2008;
- Ґендерні дослідження у педагогічній науці та практиці: навч. посіб. — Ніжин, 2008;
- Концепція розвитку неформальної освіти дорослих в Україні // Освіта дорослих: теорія, досвід, перспективи: Зб. наук. пр. — К., 2019. — Вип. 1;
- Організаційно-педагогічні основи діяльності центрів освіти дорослих: посіб. — Кр., 2020[1].

## Нагороди
- Подяка Запорізької облдержадміністрації (2016) — «за активну участь в організації та проведенні Міжнародних Днів освіти дорослих у Запорізькій області 6—8 жовтня 2016 року»;
- Грамоти і подяки Інституту педагогічної освіти і освіти дорослих імені Івана Зязюна НАПНУ (2009—2019), НАПН України (2016—2019);
- Грамота Верховної Ради України «За заслуги перед українським народом» (2019);
- Стипендія Кабінету Міністрів України для молодих учених (2003—2005)[2].